# Krzysztof Jełowicki
Krzysztof Jełowicki herbu własnego – podstoli wołyński w latach 1605–1625.

## Życiorys
Poseł na sejm 1620 roku i deputat na Trybunał Skarbowy Koronny w 1620 roku.